# 케이엠알앤씨
케이엠알앤씨는 기능성 화장품, 샴푸, 치약 등 생활용품을 생산하는 코스닥 상장 기업이다. 별 연관성이 없는 PC방 사업에도 손대고 있으며, 치과소재를 기공소에 유통하는 사업도 한다.

## 사업 내용
회사 측에서는 기업 개요에 '의료 바이오 사업'과 같은 단어를 넣고 있어서 첨단기술을 가진 바이오 기업으로 오해하기 쉽지만, 실제 매출구성은 생활용품 64%, PC방 사업 36%로 이루어진다.

## 실적 및 주가
실적은 대단히 안 좋다. 2014년 9월에는 관리종목 지정 사유(자본잠식률 50% 이상)가 발생하여 주가가 폭락했고, 거래가 정지됐다. 특별히 테마에 얽혀 있는 것도 없고 실적도 안좋아, 증시에서 외면받고 있는 종목이다. 평소 거래대금도 수천만원 수준으로 투자자들의 관심에서 벗어나 있다. 상장폐지의 우려가 있는 종목이다. 2014년 9월 매매가 정지된 당일, 시가총액은 112억원에 불과했다.

## 같이 보기
- 잡주